# Палаццо Чивран-Гримани
Палаццо Чивран-Гримани (итал. Palazzo Civran Grimani) — дворец в Венеции, расположенный в районе Сан-Марко, с видом на Гранд-канал, между Палаццо Дандоло-Паолуччи и Палаццо Каоторта-Ангаран. Построен в XVIII веке на месте предыдущего готического здания, построенного не позднее XV века.

## См.также
- Список дворцов Венеции